# Brigitte Grass
Brigitte Grass, geborene Brigitte Oertel, (* 11. Oktober 1953 in Braunweiler) ist eine ehemalige deutsche Florettfechterin und derzeitige Wirtschaftswissenschaftlerin. Sie war von 2009 bis 2019 Präsidentin der Hochschule Düsseldorf.

## Sportliche Karriere
Brigitte Oertel war für den Königsbacher SC Koblenz aktiv. 1971 gewann Oertel die deutschen Meisterschaften im Damenflorett der aktiven Altersklasse, obwohl sie noch bei den Juniorinnen startberechtigt war. Im selben Jahr wurde sie ebenfalls deutsche Juniorenmeisterin. Diesen Titel konnte sie 1972 verteidigen. 1977 gewann sie einen weiteren deutschen Meistertitel, 1976 wurde sie Vizemeisterin.
Oertel nahm an zwei Olympischen Spielen teil. 1972 in München trat sie nur im Einzel an und schied in der zweiten von vier Runden aus. 1976 in Montreal wurde sie 18. im Einzel und verpasste mit der Mannschaft (Oertel, Karin Rutz-Gießelmann, Cornelia Hanisch, Ute Kircheis-Wessel, Jutta Höhne) als vierte nur knapp eine Medaille. Erfolgreicher war Oertel 1977 bei den Weltmeisterschaften. Zusammen mit Karin Rutz-Gießelmann, Ute Kircheis-Wessel und Cornelia Hanisch wurde sie Mannschafts-Vizeweltmeisterin hinter der Mannschaft der UdSSR.

## Beruflicher Werdegang
Nach ihrer Promotion an der Universität zu Köln im Jahr 1981 (Titel der Dissertation: „Die Planung des Produktes unter Berücksichtigung der Humanisierungs- und Umweltschutzproblematik“) arbeitete Grass einige Jahre als Berater der Boston Consulting Group in Düsseldorf. Anschließend wurde sie 1991 Professorin für Betriebswirtschaftslehre an der FH Köln. 1995 war sie Gründungsdekanin des Fachbereichs Wirtschaft der Hochschule Bonn-Rhein-Sieg, wo sie bis 2009 Professorin blieb. Ihre Lehrgebiete umfassten Geschäftsfeld-Strategie, Dienstleistungsmarketing, Unternehmensberatung, Unternehmensführung sowie Rhetorik und Präsentation. Sie war von 2009 bis 2019 Präsidentin der Hochschule Düsseldorf.

## Publikationen
- Brigitte Oertel: Die Planung des Produktes unter Berücksichtigung der Humanisierungs- und Umweltschutzproblematik, Lang, Herne/Berlin 1982 (zugleich Dissertation Universität zu Köln).
- Brigitte Grass: Umsystemdynamik als Herausforderung an die Unternehmenspolitik. In: Rudolf Federmann (Hrsg.): Betriebswirtschaftslehre, Unternehmenspolitik und Unternehmensbesteuerung: Gerhard Mann zum 65. Geburtstag, Erich Schmidt Verlag, Berlin 1993. Seite 161–181.
- Brigitte Grass, Stefanie Drügg: Der praktische Studienbegleiter : das ABC des erfolgreichen Wirtschaftsstudiums, Fortis-Verlag, Köln 1998.
- Brigitte Grass: Einführung in die Betriebswirtschaftslehre : das System Unternehmung ; Systemelemente, Beziehungen und Strukturen im System Unternehmung, betriebliches Umsystem, NWB Verlag, Herne 2000.
- Brigitte Grass, Marc Ant, James R. Chamberlain, Horst Rörig: Schritt für Schritt zur erfolgreichen Präsentation, Springer, Berlin/Heidelberg 2008.